# Staryna (rejon horecki)
Staryna (biał. Старына; ros. Старина, Starina) – wieś na Białorusi, w obwodzie mohylewskim, w rejonie horeckim, w sielsowiecie Lenino. W 2009 roku liczyła 9 mieszkańców.